# Archivio storico del Comune di Venezia
L'Archivio Storico del Comune di Venezia o Archivio Storico della città di Venezia si trova nel campo della Celestia, nel sestiere di Castello. Custodisce principalmente la documentazione cartacea di atti, delibere, carteggi, lettere, delle Municipalità di Venezia dal 1806 e di Murano, Pellestrina e Burano fino al 1926, data del loro scioglimento e annessione al Comune di Venezia. L'Archivio ha anche giacenti vari fondi — o raccolte di materiali fotografici — con caratteristiche e consistenze diverse. Essi sono il prodotto di acquisizioni o provengono dal patrimonio stesso dell'Archivio. Gli archivi antecedenti a questa data sono conservati nell'Archivio di Stato di Venezia.
Si tratta di un totale di circa 181 500 negativi fotografici, 600 riproduzioni, 16 000 positivi e 200 riproduzioni. Tra loro ci sono vari paesaggi urbani e singoli edifici, come il Teatro La Fenice, o impianti industriali di Mestre e Marghera.
Con l'acquisto del Fondo Giacomelli nel 1995, sono acquisite anche le scorte dello Studio Giacomelli. Questo comprende circa 180.000 negativi creati tra il 1920 e il 1970 circa. La valorizzazione del fondo è affidata all'Archivio della Comunicazione, servizio che afferisce a VEZ, la Biblioteca civica di Mestre. La parte del fondo catalogata e scansionata è consultabile dal sito Album di Venezia.
Circa 1 500 sono i negativi facenti parte dell'archivio dello studio Ferruzzi, uno studio cittadino affermatosi dagli anni venti del Novecento, titolare di molte commesse, è particolarmente importante per la storia dell'industrializzazione. L'autorità portuale ha depositato i loro stock tematicamente correlati, anche i negativi che erano in parte anche dello Studio Ferruzzi, nell'archivio storico comunale.
Ha acquisito anche piccole scorte di positivi, che sono stati donati da famiglie, così come un album della prima guerra mondiale. Infine, sono stati creati per la documentazione delle domande di costruzione e "carte" fotografie di grande formato, positivi all'albumina, alcune delle quali sono in archivio. Molti edifici che sono stati convertiti o scomparsi, possono raccogliere in questo modo una documentazione parallela, ma documenta anche occasioni pubbliche, come le cerimonie o funerali.